# نیکولای گرینکو
نیکولای گرینکو (اوکراینی: Микола Григорович Гринько؛ ۲۲ مهٔ ۱۹۲۰ – ۱۰ آوریل ۱۹۸۹) یک هنرپیشه اهل اتحاد جماهیر شوروی سوسیالیستی بود.
از فیلم‌ها یا برنامه‌های تلویزیونی که وی در آن نقش داشته است، می‌توان به پاول کارچگین، سولاریس، کودکی ایوان، استاکر، آندری روبلوف، آینه، جنگ و صلح، تهران ۴۳، سایه‌های نیاکان فراموش‌شده اشاره کرد.